# Hishimonus reflexus
Hishimonus reflexus är en insektsart som beskrevs av Kuoh 1976. Hishimonus reflexus ingår i släktet Hishimonus och familjen dvärgstritar. Inga underarter finns listade i Catalogue of Life.